# ラリー・ザ・ケーブル・ガイ
ラリー・ザ・ケーブル・ガイ（Larry the Cable Guy、1963年2月17日 - ）は、アメリカ合衆国のコメディアン、俳優、声優である。本名はダニエル・ローレンス・ウィットニー（Daniel Lawrence Whitney）。

## 来歴
1963年、ネブラスカ州パウニーシティに生まれる。養豚農場で育ち、両親ともにギタリストやエンターテイナーなどの肩書を持っていた。地元ネブラスカ州の大学へ進学するも、コメディアンとしての道を歩むために中退している。1990年代初頭にラジオのパーソナリティとしてキャリアをスタートさせ、その後スタンダップコメディアンとして数々のコメディ舞台へ出演。特有の南部なまりを駆使したレッドネック（アメリカで言う田舎者）芸風が方々の観客に受け、人気に火がついた。その後、自身のコメディ・アルバムも発売し、独特の芸風で知名度も急上昇。2006年にはピクサーの長編CGアニメーション『カーズ』で、メインキャラクターであるメーターの声に抜擢され、以後の続編・スピンオフでも同役を演じている。テレビでも数々のコメディ番組などへ出演する傍ら、2011年にはアメリカ国内でケーブルテレビチャンネル、ヒストリー・チャンネルにおいて『Only in America with Larry the Cable Guy』というラリーがホストの旅番組も製作、放映された。

### 私生活
2005年にカーラ・ウィットニー（Cara Whitney）と結婚し、現在は2児の父親でもある。

## 出演作品

### 映画
- Larry the Cable Guy: Health Inspector (2006)
- デルタ・フォース 俺たちスーパーソルジャー! Delta Farce (2007)
- Larry the Cable Guy's Christmas Spectacular (2007)
- Witless Protection (2008)
- Larry the Cable Guy's Hula-Palooza Christmas Luau (2009)
- 妖精ファイター2 Tooth Fairy 2 (2012)
- A Madea Christmas (2013)
- ジングル・オール・ザ・ウェイ2  Jingle all the way 2 (2014)

### アニメ映画
- カーズ Cars (2006)
- メーターと恐怖の火の玉 Mater and the Ghostlight (2006) ※ビデオ作品
- メーターの東京レース Tokyo Mater (2008) ※短編
- カーズトゥーン メーターの世界つくり話 Cars Toons: Mater's Tall Tales (2010) ※ビデオ作品
- カーズ2 Cars 2 (2011)
- カーズ/クロスロード Cars 3 (2017)

### テレビシリーズ
- Blue Collar TV (2004 - 2006)
- Tales from Radiator Springs (2013)
- HUNTER〜その女たち、賞金稼ぎ〜 Bounty Hunters (2013)

### テレビアニメ
- カーズトゥーン メーターの世界つくり話 Mater's Tall Tales (2008 - 2012)
- カーズ・オン・ザ・ロード Cars on the Road (2022)
- LEGO ピクサー:ブリックトゥーンズ LEGO PIXAR:BRICK TOONS (2024)

### ビデオゲーム
- Cars (2006)
- Cars Mater-National (2007)
- Cars Race-O-Rama (2009)
- Kinect Rush: A Disney Pixar Adventure - Snapshot (2012)
- Disney Infinity (2013)

## 参照
1. ↑  http://www.mtv.com/artists/larry-the-cable-guy/biography/
2. ↑  http://www.huskers.com/ViewArticle.dbml?DB_OEM_ID=100&ATCLID=3759511
3. 1 2  “Larry the Cable Guy Biography”. 2014年6月26日閲覧。